# Cheyres
Cheyres is een gemeente in het district Broye van het kanton Fribourg in Zwitserland.

## Geografie
Cheyres ligt in een exclave Estavayer-le-Lac van kanton Fribourg in Vaud. De gemeente ligt aan de zuidoever van het meer van Neuchâtel. De buurgemeenten in kanton Fribourg zijn Châbles en Murist.
- Hoogste punt: 693 m
- Laagste punt: 429 m

## Bevolking
De gemeente heeft 810 inwoners (2003). De meerderheid in Châtillon is Franstalig (87%, 2000) en Rooms-Katholiek (56%).

## Economie
24% van de werkzame bevolking werkt in de primaire sector, 15% in de secundaire sector, 62% in de tertiaire sector (dienstverlening).

## Geschiedenis
Er zijn vondsten van de jonge steentijd en het bronzen tijdperk. In 1441 maakte het dorp samen met Bollion en Seiry deel uit van een heerschap. Oorkondelijk wordt het dorp al in 1380 genoemd, het was toen een onderdeel van Surpierre. Sinds 1704 behoort het tot Fribourg.